# Antón Roch
Antón Roch, nombre artístico de Antonio García Rubio (Orihuela, 17 de junio de 1915 - Murcia, 24 de junio de 1987). Fue un violinista y compositor español.
Se formó en Francia con George Enesco y a su regreso a España desarrolló una intensa actividad como violinista que posteriormente abandonó para centrarse en la composición, momento en el que adoptó el seudónimo de Antón Roch.

## Etapa de formación
Sus estudios comenzaron en el Conservatorio de Murcia con Mariano Sanz. Después marchó a París y siguió los cursos de L´École Normale de Musique y del Institut instrumental de París con George Enesco. También asistió a las clases de Nadia Boulanger y a otros cursos con Carl Flesch, gran profesor y autor de la obra L'art du violon. Recibió orientaciones de Nathan Milstein, de Vasa Prihoda y de Szymon Goldberg, que fue concertino de la Orquesta Filarmónica de Berlín. Asimismo, se puso en contacto con las nuevas tendencias musicales concretadas en las obras de Paul Hindemith y la Escuela de Viena.

## Actividad docente y concertística
De regreso a Murcia inició sus actividades como concertista y profesor en el Conservatorio de Murcia como profesor de violín, complementando su tiempo con una gran actividad en el quehacer musical de dicha ciudad. Durante los primeros años de la postguerra ya aparece formando dúo con Manuel Massotti Littel y ofrecen conciertos por Radio Murcia y en la propia ciudad
En 1945 fundó la Agrupación de Música de Cámara y fue concertino de la Orquesta Sinfónica de Murcia hasta su desaparición ocurrida en 1957. Además, fue profesor de la Historia de la Música en la Universidad de Murcia.
También fue miembro fundador del Cuarteto Beethoven, junto a Antonio Celdrán, violín segundo, José Reolid, viola y Francisco Acosta, violonchelo, ofreciendo conciertos en España y Francia. Conrado del Campo des dedicó el Cuarteto en Si bemol, que estrenaron el 24 de abril de 1949. También estrenan el Cuarteto n. 1 de Mario Medina Seguí (15-5-1949), dedicado expresamente a García Rubio. Entre los pianistas con quienes tocaron cuentan el murciano José Agüera y Pilar Bayona, a quien posteriormente dedicó su obra Praeludium.

## Actividad creadora
Inicia la composición tardíamente con piezas para violín y posteriormente compone suites, conciertos, sinfonías, obras para piano, un octeto y ballets. Está influido por Enesco, Bartók y Prokófiev. También por Hindemith. Recibió el Premio “Fernández Caballero, 1955” de música, por su obra Cuarteto para arcos. Su partitura Espectros, fue una de las seis finalistas del Concurso de Música del Ballet de la Opera de Ginebra, que presidiera hasta su muerte el gran Ernest Ansermet.
Pero su primer gran éxito fue el Premio Málaga, otorgado por un jurado presidido por Fruhbeck de Burgos, con la obra Homenaje a Prokofiev estrenada por  la Orquesta Sinfónica de Málaga bajo la dirección de Gutiérrez Lapuente. Se trata de una suite para un ballet imaginario en cinco movimientos, y está escrita en un lenguaje que usa procedimientos viejos y nuevos elaborados con su criterio personal y al servicio de un claro melodismo. La presentación de la obra en Madrid corrió a cargo de la Orquesta Sinfónica de RTVE, dirigida por Enrique García Asensio, que supuso un rotundo éxito.

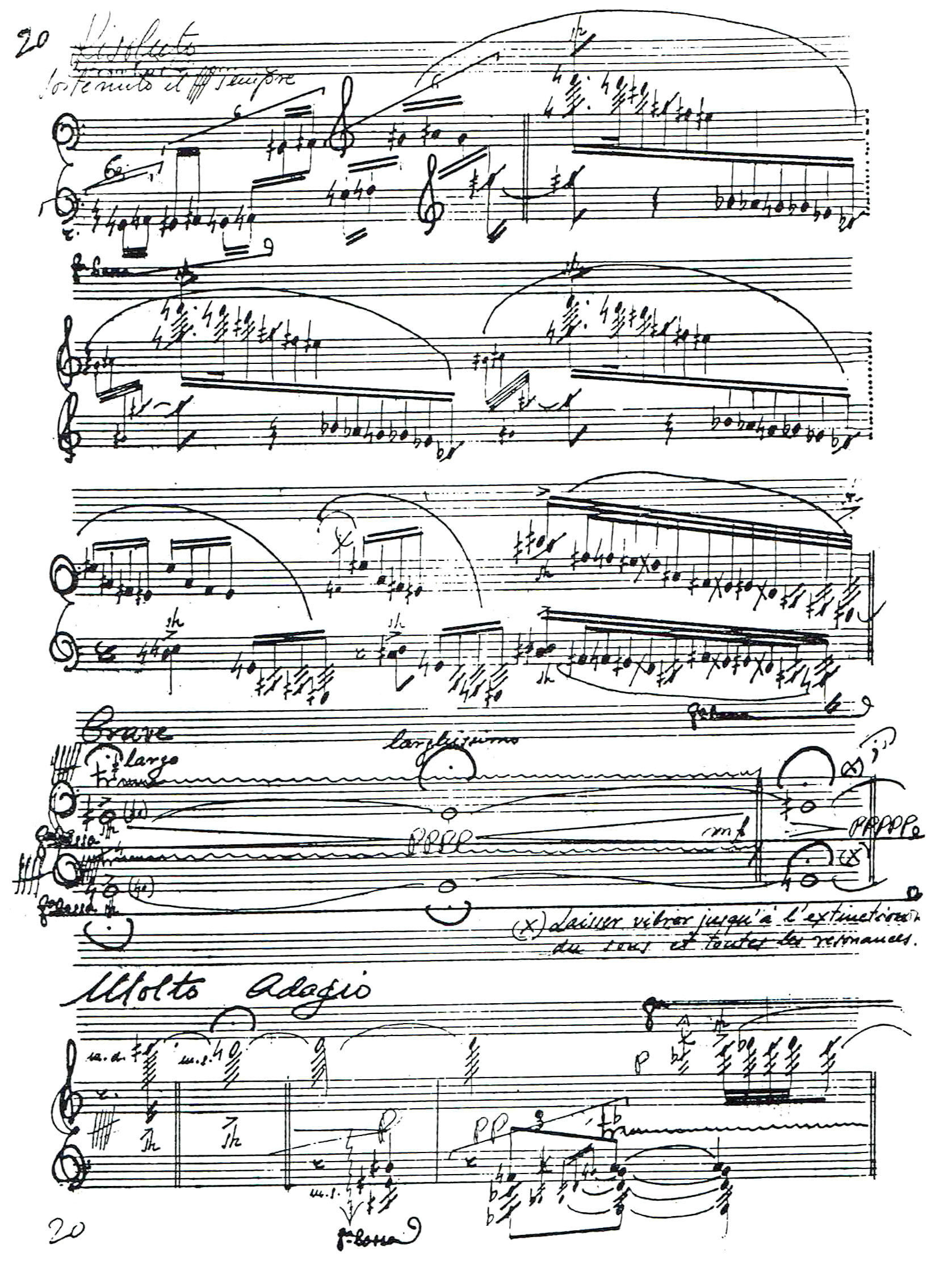
Página del manuscrito de Klavierstuck de Antón Roch

A partir de 1974 se acerca al piano con una mentalidad puramente especulativa del timbre, de lo que se derivara no solo un concepto original del instrumento capaz de crear y mantener en densa unidad un ámbito poético. Es un piano inédito, ricamente expresivo, preciso pero en el que el intérprete puede, en ocasiones, recrear libremente la música, un piano concentrado, sabiamente dispuesto, un piano de contornos nítidos pero que juega, también, con un sentido particular del ornamento.
Antón Roch parte de los modelos franceses postimpresionistas, pero también con inquietas búsquedas en lo más progresivo de la música germana de los años treinta y cuarenta, así como también cultivando el estudio de modos y formas de la música antigua. Todo ello ha venido a confluir en una personalidad creadora que, según Kesten, se sitúa «en un punto claramente melódico, en donde el lirismo y la transparencia de su lenguaje le hacen ser un músico de siempre».
Desde el punto de vista armónico, suele utilizar acordes que soportan una fuerte tensión por la brusca interacción entre sonidos disonantes que se condensan en un estrecho ámbito sonoro. Son acordes provistos de una gran carga expresiva al confluir en ellos un alto número de fuerzas armónicas dispersas. La disgregación armónica es total: si en algún caso hay una nota referencial, antes de ser centro unificador, de confluencia, es más bien un centro de dispersión.
En 1984 compone Sarabande, tamburine y finale dedicada a la Orquesta de Jóvenes de la Región de Murcia y que fue estrenada en el Festival Internacional de Orquestas de Jóvenes.
Sus piezas pianísticas han sido editadas por Unión Musical Española y por la Editora Regional de Murcia.
Fallece en Murcia en 1987, cuando se encontraba en plena actividad creadora.

### Lista de obras

#### Música de cámara
- Cuarteto para arcos
- Rapsodia para violín y piano (Homenaje a Béla Bartók)
- Improvisationem (I) para flauta y piano
- Sonata para violín solo
- Sonata para violín y piano

#### Obras para orquesta
- Ofrendas para orquesta de cuerda
- Spiritual and blues, para piano y orquesta de cuerda
- Homenaje a Sergei Prokofieff
- Sinfonía
- Concierto para cuerda y metal n. 1
- Música para orquesta
- Espectros
- El círculo de fuego
- Como nubes, como sombras
- Metabasis
- Tres piezas para orquesta
- Sarabande, Tambourin et Finale
- Concerto per orchestra n. 2

#### Obras para piano
- Consonantes (cuatro bagatelas)
- Labyrinthus
- Música para Ia princesa Reou-Wan
- Strawinskiana
- Titianas (4 piezas fáciles + una "non troppo facile")
- Variazioni
- Motus Continuus (1ª version)
- Dos burlescas
- Motus Continuus (2ª version)
- Sonata 1975 (Alban Berg, in memoriam)
- Klaviermusik (Fingertonalis, Offrande a Claude Debussy, y Klavierstucke)